# Stanisław Wieśniak

Stanisław Wieśniak (2008)

Stanisław Wieśniak (ur. 14 marca 1930 w Wilnie, zm. 21 lutego 2012 w Szczecinie) – polski wioślarz, olimpijczyk z Helsinek 1952, 4-krotny mistrz Polski

## Życiorys
Stanisław Wieśniak był zawodnikiem Bydgoskiego Towarzystwa Wioślarskiego oraz Zawiszy Bydgoszcz. Na igrzyskach olimpijskich w 1952 wystartował w dwójce bez sternika (partnerem był Jan Świątkowski). Polska osada odpadła w repasażach. Był czterokrotnym mistrzem Polski (dwójka bez sternika - 1950, 1951, dwójka podwójna - 1951, ósemka - 1949).
Stanisław Wieśniak podczas II wojny światowej od grudnia 1943 do lipca 1944 należał w Wilnie do Szarych Szeregów, od lipca do grudnia 1944 do wileńskiej drużyny „Czarna Trzynastka”, a od lipca do grudnia 1944 był żołnierzem Armii Krajowej w Garnizonie w Wilnie, nosił ps. „Chudy”. Za tę działalność od grudnia 1944 do sierpnia 1945 był więziony na terenie ówczesnego ZSRR. W późniejszych latach 2004-2007 był prezesem szczecińskiego koła Kresowych Żołnierzy.
Stanisław Wieśniak był zasłużonym dla rozwoju wioślarstwa szczecińskiego – działaczem Klubu Sportowego „Włókniarz” w latach 50. XX w., a także organizatorem i prezesem sekcji wioślarskiej Wojewódzkiego Komitetu Kultury Fizycznej. Po zakończeniu kariery sportowej został członkiem założycielem Szczecińskiego Klubu Olimpijczyka.
W 1959 ukończył studia na Wydziale Elektrycznym Politechniki Szczecińskiej z dyplomem magistra inżyniera elektryka. Pracował kolejno jako główny energetyk w Cukrowni Kluczewo, inżynier ruchu w Elektrowni Szczecin,  szef Wydziału Ruchu w Stoczni Szczecińskiej im. Adolfa Warskiego (1961–1971), główny specjalista w Wojewódzkim Przedsiębiorstwie Energetyki Cieplnej w Szczecinie (1971-1990). Był autorem wielu projektów racjonalizatorskich i wynalazków. Stanisław Wieśniak zajmował się także fotografią czarno-białą; swoje zdjęcia z rejsu do Afryki zaprezentował na wystawie zorganizowanej w Warszawie wspólnie z artystą Andrzejem Maciejewskim.
Stanisław Wieśniak został pochowany na Cmentarzu Centralnym w Szczecinie (kw. 29C-01-13). Pozostawił żonę Stefanię Mazurczak-Wieśniak – artystkę, plastyczkę, malarkę, graficzkę, twórczynię mozaik szczecińskich, projektantkę unikatowej biżuterii artystycznej.

## Odznaczenia i wyróżnienia
- Złota Odznaka Honorowa Gryfa Zachodniopomorskiego (2009)[15]
- Medal za zasługi dla Miasta Szczecin[16]
- Zasłużony Obywatel Szczecina[17]